# Feyenoord
Feyenoord Rotterdam NV (wym. [ˈfɛiənoːrt ˌrɔtərˈdɑm]) – holenderski klub piłkarski z siedzibą w Rotterdamie, założony 19 lipca 1908, jako Wilhelmina Rotterdam. Od lat 70. jeden z najbardziej utytułowanych holenderskich klubów futbolowych, zarówno na arenie krajowej (wielokrotny mistrz, zdobywca pucharu oraz superpucharu), jak i międzynarodowej (triumfator wielu oficjalnych rozgrywek pucharowych w Europie i na świecie). Za największy sukces w jego dotychczasowej historii uważane jest wywalczenie w 1970 Pucharu Europy Mistrzów Krajowych i Pucharu Interkontynentalnego. Wraz z Ajaksem i PSV Eindhoven od wielu lat zaliczany jest do tzw. holenderskiej "wielkiej trójki".

## Historia

### Lata 1908-1939
19 lipca 1908 grupa robotników portu i stoczni w Rotterdamie założyła w pubie De Vereeniging (należącym do Jacka de Keijzera – stąd jego inna nazwa De Keijser) klub sportowy Wilhelmina o czerwono-biało-niebieskich barwach (zawodnicy występowali w czerwonych koszulkach z niebieskimi rękawami, białych spodenkach i getrach) z Gerardusem Dirkiem van Leerdamem jako prezesem. W 1909 przemianowano go na Hillesluise Football Club, pozostawiając wcześniejsze barwy, a także wstąpiono w szeregi Rotterdamskiego Związku Piłki Nożnej (RVB). Następnie ponownie zmieniono nazwę na RVV Celeritas o barwach żółto-biało-czarnych (żółte koszulki z podłużnymi czarnymi pasami, białymi spodenkami i getrami). W 1912 klub został przyjęty w poczet członków Królewskiego Holenderskiego Związku Piłki Nożnej (KNVB), przemianowując się 5 maja 1912 na SC Feijenoord (od nazwy części miasta, w której miał swą siedzibę). Nazwę tę wybrano spośród trzech propozycji – dwie pozostałe to: Mars i Het Zuiden (pol. "południe" – dzielnica Feijenoord, zlokalizowana jest bowiem na południe od rzeki). Przyjął on również nowe barwy czerwono-biało-czarne, obowiązujące do dziś (podstawowy strój stanowią biało-czerwona koszulka, czarne spodenki i getry). W 1917 drużyna uzyskała awans do I ligi, przenosząc się jednocześnie na stadion Kromme Zandweg, a w 1924 odniosła swój pierwszy wielki sukces, wywalczając premierowe mistrzostwo Holandii. W ciągu następnej półtorej dekady wyczyn ten powtórzyła jeszcze czterokrotnie (w sezonach 1928, 1936, 1938 i 1940). W 1930 zespół po zwycięskim 1:0 finale w derbowym pojedynku z Excelsiorem zdobył po raz pierwszy krajowy puchar, zaś pięć lat później ogrywając w decydującym spotkaniu 5:2 klub z Helmond (protoplastę dzisiejszego Helmond Sport). Od lat 20. XX wieku Feijenoord zaczął stawać się najpopularniejszą drużyną w Rotterdamie, przejmując to miano od najstarszej w tym mieście Sparty, która pod koniec wcześniejszej dekady znacznie obniżyła loty. Z uwagi na rosnącą popularność klubu wśród lokalnej społeczności i coraz liczniejszą grupę zadeklarowanych sympatyków w 1933 władze z prezesem Leenem van Zandvlietem na czele podjęły decyzję o budowie nowego obiektu piłkarskiego na potrzeby "De club van het volk". Prace rozpoczęto 16 września 1935, a 27 marca 1937 na obiekcie rozegrano pierwszy mecz, w którym gospodarze towarzysko podejmowali Germinal Beerschot.

### Lata 1940-1969
Podczas II wojny światowej stadion ten okupowali Niemcy, więc Feijenoord musiał przenieść się na obiekt Sparty Het Kasteel. Na kolejne sukcesy przyszło jednak poczekać dwie dekady – do wczesnych lat 60, które zapoczątkowały ponadto "złotą erę" w historii klubu. 2 kwietnia 1956 "De Kameraden" rozgromili 11:4 De Volewijckers Amsterdam, a 9 goli do nich uzyskał Henk Schouten. W tym samym roku zainaugurowała swe zmagania liga zawodowa, a pierwszy mecz w jej ramach Feijenoord rozegrał 2 września 1956. 5 września 1961 drużyna zadebiutowała w europejskich pucharach, wygrywając na Gamla Ullevi z IFK Göteborg 0:3 w pierwszym spotkaniu 1/16 finału Pucharu Europy Mistrzów Krajowych sezonu 1961/1962 (premierową bramkę w tych zmaganiach uzyskał Frans Bouwmeester w 31 minucie). W rewanżu 13 września 1961 "De club aan de Maas" rozgromił Szwedów 8:2, jednak w kolejnej rundzie musiał uznać wyższość Tottenham Hotspur F.C. (1:3 i 1:1).
W 1962 Feyenoord obronił tytuł mistrza Holandii oraz dotarł do finału Pucharu Intertoto (porażka z Ajaxem Amsterdam 2:4). 12 grudnia 1962 r. Feyenoord wygrywa decydujący mecz przeciwko węgierskiemu Vasas SC w drugiej rundzie Pucharze Europy Mistrzów Klubowych sezonu 1962-63. Pierwsze dwa mecze (w Budapeszcie i Rotterdamie) zakończyły wynikami po 1:0 dla gospodarzy, więc rozegrano trzeci mecz na neutralnym stadionie w Belgii, w Antwerpii. 30 tys. fanów "De club van Zuid" było świadkami meczu, w którym znów padła tylko jedna bramka – dla Feyenoordu, strzelona przez Rinusa Bennaarsa, który został po meczu okrzyknięty mianem "Bohatera z Deurne" (od dzielnicy Antwerpii, gdzie rozegrano mecz). Mecz ten zapoczątkował przyjaźń pomiędzy fanami Feyenoordu i Royal Antwerp FC.
W ćwierćfinale przeciwnikiem była francuska drużyna Stade de Reims. Pierwszy mecz zakończył się zwycięstwem drużyny holenderskiej 1:0, a w rewanżu padł remis 1:1. 8 maja 1963 r. Feyenoord zmierzył się w półfinale tych rozgrywek z Benficą Lizbona. W pierwszym meczu padł bezbramkowy remis. Niestety w rozegranym w stolicy Portugalii meczu drużyna z Holandii uległa Portugalczykom 1:3. Jak się jednak później okazało był to początek jednego z najlepszych okresów w historii klubu. W 1965 r. "De club aan de Maas" zdobył
po raz pierwszy podwójne trofeum: mistrzostwo oraz Puchar Holandii. Sukces ten został powtórzony w roku 1969. Tytuł mistrzowski z 1965 r. dał klubowi z Rotterdamu miejsce w Pucharze Europy Mistrzów Klubowych 1965/1966. Już w 1/16 finału Feyenoord trafił na wielokrotnych zdobywców tego trofeum – Real Madryt. W trakcie pierwszego meczu kontuzjowany Hans Kraay musiał opuścić murawę już w 31 minucie i nie wrócił już w pierwszej połowie, a nikt go nie zmienił. Kraay wrócił na boisko w drugiej połowie i strzelił bramkę dającą Holendrom zwycięstwo 2:1. Jeszcze w ciągu tego samego meczu ulubieniec holenderskich fanów Coen Moulijn został ostro zaatakowany przez hiszpańskiego obrońcę. Po faulu Moulijn zaczął gonić obrońcę przez całe boisko. Dołączyło do niego paru kolegów z drużyny oraz kilku fanów, którzy wbiegli na boisko. Sędzia był zmuszony przerwać mecz, który zakończył się tym samym zwycięstwem Feyenoordu. Dwa tygodnie później w rewanżu Real rozbił drużynę z Rotterdamu aż 5:0. Drużyna z Madrytu została tryumfatorem tych rozgrywek.

### Lata 1970-1999
Jako mistrz Holandii z 1969 r. Feyenoord wziął udział w Pucharze Europy Mistrzów Klubowych w sezonie 1969/1970. Po zdemolowaniu w dwumeczu Reykjavíkur 16:2 następnym przeciwnikiem był słynny AC Milan. Drużyna z Rotterdamu przegrała mecz wyjazdowy 0:1, ale u siebie zdołała wygrać 2:0 co pozwoliło Feyenoordowi awansować do ćwierćfinałów i zmierzyć się z drużyną ASK Vorwärts Berlin.
Podobnie jak w dwumeczu z AC Milan "De club van Zuid" przegrał pierwszy mecz 0:1 i wygrał rewanż 2:0. W półfinale Holendrzy zmierzyli się z Legią Warszawa. Pierwszy mecz zakończył się bezbramkowym remisem. W rewanżu, dzięki bramkom van Hanegema i Hasila drużyna z De Kuip wygrała 2:0 zapewniając sobie po raz pierwszy w historii udział w finale rozgrywek europejskich. W finale tym przeciwnikiem był Celtic Glasgow. Mecz rozegrano we Włoszech, na stadionie San Siro w Mediolanie. Mecz zakończył się zwycięstwem Feyenoordu 2:1; bramki zdobyli Rinus Israël i Ove Kindvall dla Feyenoordu oraz Tommy Gemmell dla Celticu. W ten sposób to Feyenoord został pierwszą holenderską drużyną, która wygrała rozgrywki europejskie.
Pomimo tego, że Feyenoord nie zdobył mistrzostwa Holandii w 1970 r. wziął udział w Pucharze Europy Mistrzów Klubowych 1970/1971 jako obrońca trofeum. Drużyna z Rotterdamu została niespodziewanie wyeliminowana już w pierwszej rundzie przez rumuński klub UT Arad. Mimo to Feyenoord zmierzył się w Pucharze Interkontynentalnym z argentyńskim zespołem Estudiantes La Plata. Pierwszy mecz w Buenos Aires zakończył się remisem 2:2. W Holandii Feyenoord wygrał 1:0 (bramkę strzelił Joop van Daele) i został pierwszym holenderskim zespołem, który wywalczył to trofeum. W 1971 r. Feyenoord wywalczył swoje dziesiąte mistrzostwo Holandii.
W 1973 r. klub oficjalnie zmienił nazwę z "Feijenoord" na "Feyenoord", ponieważ ludzie spoza Holandii mieli problemy z wymówieniem części "ij" w nazwie Feijenoord. Już pod nową nazwą klub wziął udział w Pucharze UEFA w sezonie 1973/1974. Dotarł do finału, pokonując w dwumeczu VfB Stuttgart w półfinale. W finale zmierzył się z Tottenhamem Hotspur. W pierwszym meczu padł remis 2:2. Feyenoord zdołał wygrać u siebie 2:0 i trofeum trafiło do Rotterdamu. Feyenoord został pierwszym holenderskim zespołem, który wygrał to trofeum. W latach 70' "De club aan de Maas" wywalczył jeszcze tylko jeden tytuł – mistrzostwo Holandii w 1974 r. W 1978 r. utworzono oficjalnie drużynę amatorską – Sportclub Feyenoord.
W 1980 r. Feyenoord wywalczył piąty w swojej kolekcji Puchar Holandii po zwycięstwie nad Ajaxem 3:1. Sezon 1983/1984 przyniósł Feyenoordowi trzeci dublet w historii. W tym czasie członkami drużyny byli między innymi Johan Cruijff, Ruud Gullit i Peter Houtman. W tym sezonie Feyenoord doznał dotkliwej porażki z Ajaxem przegrywając w Amsterdamie 2:8. Jednakże drużyna z De Kuip zdołała się zrewanżować wygrywając u siebie 4:1 oraz pokonując Ajax w Pucharze Holandii.
Następne sezony nie były już tak dobre i klub nie potrafił zając w lidze miejsca wyższego niż trzecie. W sezonie 1989/1990 klub walczył o pozostanie w Eredivisie, ostatecznie obronił się przed spadkiem. Feyenoord borykał się też z problemami finansowymi po bankructwie głównego sponsora – HCS.
Po tym jak Wim Jansen zastąpił na stanowisku trenerskim duet Gunder Bengtsson/Pim Verbeek po porażce z PSV Eindhoven 0:6, sytuacja klubu zaczęła się poprawiać. PSV było najsilniejszym holenderskim klubem tego okresu zostało wyeliminowane przez Feyenoord z Pucharu Holandii. Drużyna z Rotterdamu dotarła do finału, gdzie pokonała BVV Den Bosch 1:0 i zdobyła kolejne trofeum. Jako zdobywcy Pucharu zagrali z PSV w meczu o Superpuchar Holandii w 1991 r. (rozegrany po raz pierwszy od 1949 r.). PSV uległo Rotteramowi 0:1. Klub ponownie zdobył Puchar Holandii w 1992 r. pokonując w finale Rodę Kerkrade 3:0. W tym samym roku Feyenoord dotarł do półfinałów Pucharu Zdobywców Pucharów odpadając w półfinale z AS Monaco, przegrywając ilością bramek wyjazdowych, po dwóch meczach zakończonych remisami.
W sezonie 1992/1993 Feyenoord zapewnił sobie kolejne mistrzostwo Holandii, następnie dwa Puchary Holandii w 1994 r. (po zwycięstwie nad NEC Nijmegen 2:1) i 1995 r. (z FC Volendam 2:1). W Pucharze Zdobywców Pucharów w sezonie 1994/1995 Feyenoord dotarł do ćwierćfinału, gdzie musiał uznać wyższość Realu Saragossa. W kolejnej edycji PZP Feyenoord odpadł w półfinale po porażce z Rapidem Wiedeń.
W sezonie 1997/1998 Feyenoord zadebiutował w Lidze Mistrzów zajmując trzecie miejsce w grupie za Manchesterem United i Juventusem. 25 kwietnia 1999 r. Feyenoord zapewnił sobie 14. tytuł mistrza Holandii. Tytuł ten świętowało na ulicach Rotterdamu blisko 250 tysięcy fanów. Przed rozpoczęciem sezonu 1999/2000 Feyenoord pokonał w Amsterdamie Ajax 3:2 wygrywając swój drugi Superpuchar Holandii.

### Historia najnowsza
W sezonie 1999/2000 Feyenoord wystąpił po raz drugi w Lidze Mistrzów. Tym razem zajął drugie miejsce w grupie za Rosenborgiem, a przed Borussią Dortmund i Boavistą. Feyenoord awansował do drugiej fazy grupowej gdzie zajął trzecie miejsce za Chelsea F.C. i S.S. Lazio, a przed Olympique Marsyliai odpadł z dalszych rozgrywek.
Kolejny raz w Lidze Mistrzów Feyenoord wystąpił w sezonie 2001/2002 zajmując trzecie miejsce w grupie za Bayernem Monachium i Spartak Moskwa a przed Spartą Praga. To oznaczało, że drużyna z De Kuip weźmie udział Pucharze UEFA zamiast w kolejnej rundzie Ligi Mistrzów. Smutek wśród kibiców nie trwał długo ponieważ w Pucharze UEFA Feyenoord spisywał się świetnie pokonując między innymi w półfinale Inter Mediolan i docierając do finału tej edycji. W finale rozgrywanym na De Kuip przeciwnikiem była Borussia Dortmund. Po dwóch bramkach van Hooijdonka i jednej Tomassona Feyenoord wygrał to spotkanie 3:2. Bramki dla Borussii zdobyli Amoroso i Koller.
Po zdobyciu Pucharu UEFA w 2002 r. rozpoczął się słabszy okres w historii klubu. W sezonie 2002/2003 klub zdołał jeszcze zająć trzecie miejsce w lidze i dotrzeć do finału Pucharu Holandii, gdzie uległ FC Utrecht 1:4. Sezon 2005/2006 był rozczarowaniem dla kibiców klubu. Feyenoord co prawda zajął trzecie miejsce w lidze, ale przegrał play-off o prawo występu w Lidze Mistrzów z Ajaxem. Sezon 2006/2007 był jeszcze gorszy. Dwóch podstawowych graczy opuściło klub: Salomon Kalou (do Chelsea F.C.) i Dirk Kuijt (do Liverpoolu). W tym samym czasie jasne stało się, że klub nie jest w najlepszej sytuacji finansowej, mimo zapewnień prezesa Van den Herika, który twierdził, że wszystko jest w porządku. Oliwy do ognia dolało sprowadzenie Charisteasa z Ajaxu jako zastępstwa dla Kuyta. Po protestach Prezes Van den Herik zrezygnował, a w klubie rozpoczęły się reformy. To nie był jednak koniec kłopotów. Feyenoord został wykluczony z rozgrywek europejskich z powodu chuligańskich wybryków kibiców podczas meczu z AS Nancy. Sezon zakończył się 7. miejscem w lidze co oznaczało, że Feyenoord nie zagra w europejskich pucharach po raz pierwszy od 16 lat.
W 2007 r. wszystkich zaskoczył znakomity występ młodego obrońcy Feyenoordu Roystona Drenthe na Mistrzostwach Europy U-21 w piłce nożnej 2007. Przyciągnęło to sponsorów do klubu. Feyenoord zatrudnił swojego byłego trenera – Berta van Marwijka i mógł pozwolić sobie na kilka poważnych transferów jak np. Giovanni van Bronckhorst czy Roy Makaay. Mimo wszystko klub zajął w lidze tylko 6. miejsce. Na pocieszenie Feyenoord zdobył pierwsze trofeum od 6 lat – Puchar Holandii (pokonując Rodę Kerkrade 2:0), co zbiegło się z obchodami stulecia klubu. Po zakończeniu sezonu 2008/2009 trener van Marwijk objął posadę trenera reprezentacji Holandii. Nowym trenerem Feyenoordu został Gertjan Verbeek.
W sezonie 2008/2009 klub oficjalnie świętował swoje stulecie. Odbył się z tej okazji turniej jubileuszowy, w którym oprócz Feyenoordu wzięły udział drużyny Borussii Dortmund, Tottenhamu Hotspur i Celticu Glasgow. W czerwcu 2009 nowym trenerem drużyny został Mario Been. 24 października 2010 klub poniósł największą ligową porażkę w historii, przegrywając z PSV Eindhoven 0:10.

## Osiągnięcia
- Mistrzostwo Holandii (Eredivisie) (16 razy): 1924, 1928, 1936, 1938, 1940, 1961, 1962, 1965, 1969, 1971, 1974, 1984, 1993, 1999, 2017, 2023
- Puchar Holandii (KNVB Beker) (14 razy): 1930, 1935, 1965, 1969, 1980, 1984, 1991, 1992, 1994, 1995, 2008, 2016, 2018, 2024
- Superpuchar Holandii (Tarcza Johana Cruijffa) (5 razy): 1991, 1999, 2017, 2018, 2024
- Puchar Europy Mistrzów Krajowych: 1970
- Puchar Interkontynentalny: 1970
- Puchar UEFA: 1974, 2002
- Finalista Ligi Konferencji Europy UEFA: 2022

## Prezesi
| Season(s) | Chairmen                  |
| --------- | ------------------------- |
| 1908–1911 | Gerardus Dirk van Leerdam |
| 1911–1918 | Leen van Zandvliet        |
| 1918–1919 | Jan van Bennekom          |
| 1920–1925 | Johan Weber               |
| 1925–1939 | Leen van Zandvliet        |
| 1939–1967 | Cor Kieboom               |
| 1967–1973 | Guus Couwenberg           |
| 1973–1979 | Leo van Zandvliet         |

| Season(s) | Chairmen             |
| --------- | -------------------- |
| 1979–1982 | Guus Couwenberg      |
| 1982–1989 | Gerard Kerkum        |
| 1989–1990 | Carlo de Swart       |
| 1990–1992 | Amandus Lundqvist    |
| 1992–2006 | Jorien van den Herik |
| 2006–2007 | Gerard Kerkum        |
| 2007–2015 | Dick van Well        |
| 2015–2018 | Gerard Hoetmer       |
| 2018-     | Toon van Bodegom     |

## Szkoleniowcy
Feyenoord był prowadzony przez trenerów z wielu państw. Początkowo byli to głównie Anglicy, jak np. pierwszy trener w historii Feyenoordu – Bill Julian. Pierwszym holenderskim menedżerem Feyenoordu był Engel Geneugelijk (choć tylko tymczasowo). Pierwszym trenerem, który odnosił większe sukcesy był Richard Kohn. Prowadził on zespół w latach 1935–1939 i 1951–1955 zdobywając mistrzostwo Holandii w sezonach 1935/1936 i 1937/1938. W latach 1975–1976 Feyenoord prowadził polski szkoleniowiec – Antoni Brzeżańczyk. Najsłabszym okresem w historii klubu były lata 1989–1991, kiedy to klub prowadzili dwaj trenerzy: Holender Pim Verbeek i Szwed Gunder Bengtsson. Bengtsson był jak dotąd ostatnim zagranicznym menedżerem Feyenoordu. Międzynarodowe sukcesy z zespołem osiągali: Ernst Happel, Wiel Coerver i Bert van Marwijk.
| Season(s) | Manager                        |
| --------- | ------------------------------ |
| 1921–1922 | Bill Julian                    |
| 1924–1925 | Harry Waites                   |
| 1925–1926 | Engel Geneugelijk (tymczasowo) |
| 1926–1929 | Jack Hall                      |
| 1929–1930 | Joseph Lamb                    |
| 1930–1931 | Jaap Kruys (tymczasowo)        |
| 1931–1935 | Eddy Donaghy                   |
| 1935–1939 | Richard Kohn                   |
| 1939–1940 | Jack Hall                      |
| 1940      | Karel Kaufman (tymczasowo)     |
| 1940–1941 | Theo Huizenaar                 |
| 1941–1942 | Kees van Dijke                 |
| 1942–1946 | Kees Pijl                      |
| 1946–1950 | Adriaan Koonings               |
| 1950–1951 | Harry Topping                  |
| 1951–1956 | Richard Dombi                  |
| 1956      | Piet de Wolf (tymczasowo)      |
| 1956–1958 | Jaap van der Leck              |
| 1958–1959 | Piet de Wolf (tymczasowo)      |
| 1959–1961 | George Sobotka                 |
| 1961–1963 | Franz Fuchs                    |
| 1963–1964 | Norbert Höfling                |
| 1964–1967 | Willy Kment                    |
| 1967–1969 | Ben Peeters                    |
| 1969–1973 | Ernst Happel                   |
| 1973      | Ad Zonderland (tymczasowo)     |
| 1973–1975 | Wiel Coerver                   |
| 1975–1976 | Antoni Brzeżańczyk             |
| 1976      | Ad Zonderland (tymczasowo)     |
| 1976–1978 | Vujadin Boškov                 |
| 1978–1982 | Václav Ježek                   |
| 1982      | Clemens Westerhof (tymczasowo) |
| 1982–1983 | Hans Kraay                     |

| Season(s) | Manager                     |
| --------- | --------------------------- |
| 1983      | Ab Fafié (tymczasowo)       |
| 1983–1984 | Thijs Libregts              |
| 1984–1986 | Ab Fafié                    |
| 1986–1988 | Rinus Israël                |
| 1988–1989 | Rob Jacobs                  |
| 1989      | Pim Verbeek                 |
| 1989–1991 | Gunder Bengtsson            |
| 1991      | Wim Jansen (tymczasowo)     |
| 1991–1992 | Hans Dorjee                 |
| 1992      | Wim Jansen (tymczasowo)     |
| 1992–1995 | Willem van Hanegem          |
| 1995      | Geert Meijer (tymczasowo)   |
| 1995–1997 | Arie Haan                   |
| 1997      | Geert Meijer (tymczasowo)   |
| 1997      | John Metgod (tymczasowo)    |
| 1997–2000 | Leo Beenhakker              |
| 2000      | Henk van Stee (tymczasowo)  |
| 2000–2004 | Bert van Marwijk            |
| 2004–2005 | Ruud Gullit                 |
| 2005–2007 | Erwin Koeman                |
| 2007      | Leo Beenhakker (tymczasowo) |
| 2007–2008 | Bert van Marwijk            |
| 2008–2009 | Gertjan Verbeek             |
| 2009      | Leon Vlemmings (tymczasowo) |
| 2009–2011 | Mario Been                  |
| 2011      | Leon Vlemmings (tymczasowo) |
| 2011–2014 | Ronald Koeman               |
| 2014–2015 | Fred Rutten                 |
| 2015–2019 | Giovanni van Bronckhorst    |
| 2019      | Jaap Stam                   |
| 2019–2021 | Dick Advocaat               |
| 2021–2024 | Arne Slot                   |
| 2021–2024 | Brian Priske                |

## Obecny skład
Stan na 4 lutego 2025
| Nr | Poz. | Piłkarz                                                 |
| -- | ---- | ------------------------------------------------------- |
| 1  | BR   | Justin Bijlow                                           |
| 2  | OB   | Bart Nieuwkoop                                          |
| 3  | OB   | Thomas Beelen                                           |
| 4  | PO   | Hwang In-beom                                           |
| 5  | OB   | Gijs Smal                                               |
| 6  | PO   | Ramiz Zerrouki                                          |
| 7  | PO   | Jakub Moder                                             |
| 8  | PO   | Quinten Timber                                          |
| 9  | NA   | Ayase Ueda                                              |
| 10 | NA   | Calvin Stengs                                           |
| 11 | OB   | Quilindschy Hartman                                     |
| 14 | NA   | Igor Paixão                                             |
| 15 | PO   | Facundo González (wypożyczony z Juventus F.C.)          |
| 16 | OB   | Hugo Bueno (wypożyczony z Wolverhampton Wanderers F.C.) |
| 17 | PO   | Luka Ivanušec                                           |
| 18 | OB   | Gernot Trauner                                          |

| Nr | Poz. | Piłkarz                                                   |
| -- | ---- | --------------------------------------------------------- |
| 19 | NA   | Julián Carranza                                           |
| 20 | OB   | Jeyland Mitchell                                          |
| 21 | BR   | Plamen Andreev                                            |
| 22 | BR   | Timon Wellenreuther                                       |
| 23 | NA   | Anis Hadj Moussa                                          |
| 25 | NA   | Shiloh 't Zand                                            |
| 26 | OB   | Givairo Read                                              |
| 27 | PO   | Antoni Milambo                                            |
| 28 | PO   | Oussama Targhalline                                       |
| 30 | OB   | Jordan Lotomba                                            |
| 31 | OB   | Stéphano Carrillo                                         |
| 33 | OB   | Dávid Hancko                                              |
| 34 | PO   | Chris-Kévin Nadje                                         |
| 38 | NA   | Ibrahim Osman (wypożyczony z Brighton & Hove Albion F.C.) |
| 39 | BR   | Liam Bossin (wypożyczony z FC Dordrecht)                  |

### Piłkarze na wypożyczeniu
| Nr | Poz. | Piłkarz                                                  |
| -- | ---- | -------------------------------------------------------- |
|    | BR   | Mikki van Sas (w Vitesse do 30 czerwca 2025)             |
|    | OB   | Mimeirhel Benita (w Heracles do 30 czerwca 2025)         |
|    | OB   | Milan Hokke (w ADO Den Haag do 30 czerwca 2025)          |
|    | OB   | Neraysho Kasanwirjo (w Rangers do 30 czerwca 2025)       |
|    | OB   | Marcus Holmgren Pedersen (w Torino do 30 czerwca 2025)   |
|    | OB   | Antef Tsoungui (w OH Leuven do 30 czerwca 2025)          |
|    | PO   | Ezequiel Bullaude (w Fortuna Sittard do 30 czerwca 2025) |

| Nr | Poz. | Piłkarz                                                 |
| -- | ---- | ------------------------------------------------------- |
|    | PO   | Gabriele Parlanti (w Dordrecht do 30 czerwca 2025)      |
|    | PO   | Ilias Sebaoui (w Heerenven do 30 czerwca 2025)          |
|    | PO   | Thomas van den Belt (w CD Castellón do 30 czerwca 2025) |
|    | PO   | Gjivai Zechiël (w Sparta Rotterdam do 30 czerwca 2025)  |
|    | NA   | Devin Haen (w Dordrecht do 30 czerwca 202t)             |
|    | NA   | Leo Sauer (w NAC Breda do 30 czerwca 2025)              |
|    | NA   | Jaden Slory (w Dordrecht do 30 czerwca 202t)            |

### Zastrzeżone numery
| Nr | Poz. | Piłkarz                                       |
| -- | ---- | --------------------------------------------- |
| 12 |      | Het Legioen (Zarezerwowany dla kibiców klubu) |